# Ölfusá

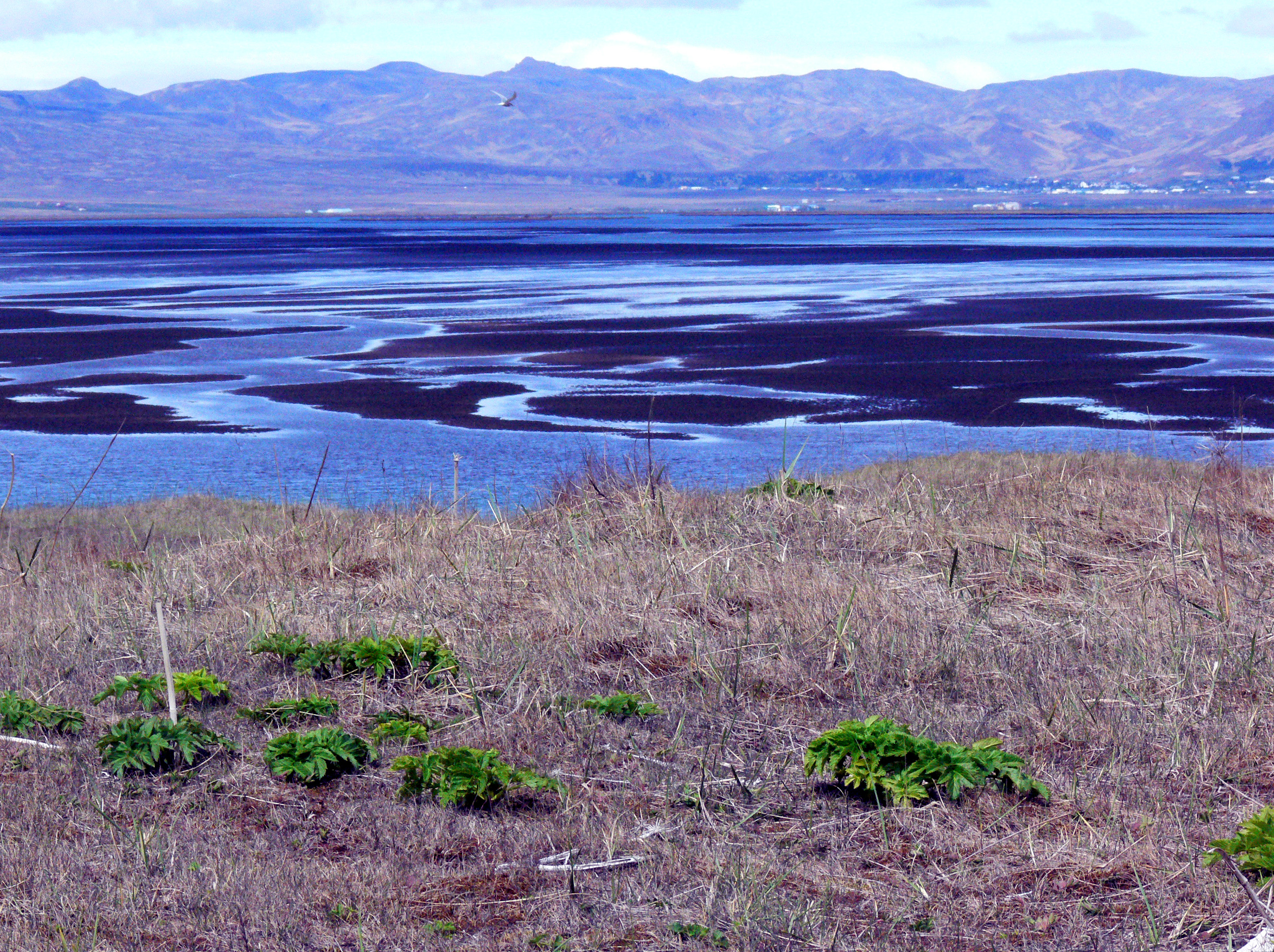
Ölfusá

O Ölfusá é um rio da Islândia, formado pela confluência dos rios Hvítá e Sog, a norte de Selfoss. Tem 25 km de comprimento e é o rio de maior caudal da ilha, com um débito médio de 423 m³/s. Drena 5760 km². Tem uma forte indústria de piscicultura, sendo o salmão o peixe mais cultivado.